# يسبر هانسن (لاعب كرة قدم)
يسبر هانسن (بالدنماركية: Jesper Hansen)‏ هو لاعب كرة قدم ومدرب كرة قدم دنماركي، ولد في 24 ديسمبر 1963 في الدنمارك في مملكة الدنمارك. لعب مع نادي بروندبي.